# Egill Auðunsson
Egill Auðunsson (Audhunsson, n. 1054) fue un vikingo y bóndi de Viðidalur, Eyjafjarðarsýsla, Islandia. Era hijo de Auðunn Ásgeirsson (n. 1020) de Húnavatnssýsla. Es un personaje citado en la saga de Grettir, y saga de Laxdœla. Se casó con Úlfheíður Eyjólfsdóttir (n. 1050), una hija de Eyjólfur Guðmundsson y de esa relación nació Eyjólfur Egilsson.